# Congregació religiosa
Una congregació religiosa és una companyia de religiosos o religioses que només fan vots simples (a diferència dels ordes religiosos, que els fan complets), que poden ésser perpetus o temporals.